# 喜倫
喜倫（？—1837年）满洲镶黄旗人，富察氏，清朝外戚、三等承恩公。

## 生平
喜倫是明俊之子。嘉庆十四年十二月丙申，袭三等承恩公。